# 國立關西高級中學
國立關西高級中學，簡稱關西高中、關高，舊稱關西高農或關農，是位於新竹縣關西鎮以農立校的技術型高級中等學校，創校於1924年，2003年由「國立關西高級農業職業學校」改名，為教育部核定55所偏遠地區及非山非市高級中等學校之一，為於新竹縣邊陲地帶，為新竹縣市高中職中地處最東邊的學校，設有園藝科、畜產保健科、食品加工科、家政科、綜合高中以及綜合職能科。

## 歷史

### 校史
- 1924年3月10日，依據《實業補習學校規則》於關西公學校內創校，校名為臺灣公立關西農業補習學校，為二年制。[2]
- 1932年3月21日，改制為臺灣公立關西農林專修學校，仍為二年制。
- 1945年3月31日，升格為新竹州立關西實踐農林學校，改制為三年。
- 1946年4月15日，改制為新竹區立關西中級職業補習學校。
- 1947年8月1日，改制為新竹縣立關西初級農業職業學校。
- 1949年8月1日，改制為新竹縣立關西高級農業職業學校。
- 1962年2月1日，由關西鎮西安里老街舊址遷入現址。
- 1968年8月，政府頒布省辦高中、縣辦初中，再度改制為臺灣省立關西高級農業職業學校。
- 1984年8月1日，增設農村家事科。
- 1995年4月，奉令試辦綜合高中三屆五年。
- 2000年2月1日因臺灣省政府功能業務與組織調整，改隸為「國立關西高級農業職業學校」。4月19日，新竹縣社區大學關西分部成立、開班上課。8月1日，農村家政科更名為「家政科」。
- 2003年8月1日，改名為「國立關西高級中學」，農場經營科改「園藝科」。

## 歷任校長[3]
| 歷任校長      | 起訖時間                |
| ------------- | ----------------------- |
| 楊習日        | 1945年11月 － 1946年6月 |
| 呂杰全        | 1946年6月 － 1947年6月  |
| 何阿財        | 1947年6月 － 1983年8月  |
| 林瓊瑤        | 1983年8月 － 1992年8月  |
| 姜禮讓        | 1992年8月 － 1995年7月  |
| 許益雄        | 1995年8月 － 1999年7月  |
| 卓秀冬        | 1999年8月 － 2004年1月  |
| 徐國樹        | 2004年2月 － 2008年7月  |
| 凃仲箎        | 2008年8月 － 2012年7月  |
| 蔡國強        | 2012年8月 － 2013年7月  |
| 吳原榮        | 2013年8月 － 2019年6月  |
| 凃仲箎        | 2019年8月 － 2022年1月  |
| 沈永昆 (代理) | 2022年2月 － 2022年7月  |
| 邱宇㨗        | 2022年8月 － 至今       |

## 教學單位

### 技術類科
- 園藝科
- 畜產保健科
- 食品加工科
- 家政科
- 綜合職能科

### 綜合高中
- 學術社會學程
- 學術自然學程
- 餐飲服務學程
- 資訊應用學程
- 資訊技術學程

## 鄉土教育館
由1999年後閒置荒廢的校長宿舍改建整修而成，與關西鎮鄉土文化協會及多名專任教職員共同規劃。校方將規劃地方鄉土文化課程，讓學生更了解家鄉，「讓學生學習不僅限於書本」。

## 附設私立托兒所
由於法令規定高中職只能設立國中、國小，因此托兒所為私立。隨著學校幼保學程停設，目前僅將場地出租給私立幼兒園營業，為國立關西高級中學私立附設托兒所。

## 外部連結
- 國立關西高級中學（页面存档备份，存于）（繁體中文）
- 國立關西高中附設托兒所（繁體中文）